# 3724 Анненський
3724 Анненський (1979 YN8, 1933 XB, 1955 QQ, 1965 YM, 1969 RF2, 1974 VM2, 1980 AE, 1985 DF1, 3724 Annenskij) — астероїд головного поясу, відкритий 23 грудня 1979 року.
Тіссеранів параметр щодо Юпітера — 3,307.